# Demokratisk-liberale Parti (Rumænien)
Det Demokratisk-liberale Parti — på rumænsk: Partidul Democrat-Liberal (PD-L) — er et vigtigt politisk parti i Rumænien.
Partiet blev oprettet i 2008 ved en forening af det Demokratiske Parti og det Liberal-demokratiske Parti. Det støtter præsident Traian Băsescu som var tidligere medlem af det Demokratiske Parti. 
Partiets formand er Emil Boc, borgmester af Cluj-Napoca, som efter forhandlinger i kølvandet på parlamentsvalget 30. november 2008 afløste Călin Popescu-Tăriceanu fra Rumæniens Nationalliberale parti som Rumæniens premierminister, en post han tiltrådte den 22. december 2008.
PD-L er medlem af Europæisk Folkeparti.

## Ekstern henvisning
- Officiel hjemmeside for det Demokratisk-liberale Parti Arkiveret 21. juli 2011 hos  Wayback Machine (kun på rumænsk)